# پنج آس
پنج آس (به انگلیسی: Five Aces) فیلمی محصول سال ۱۹۹۹ و به کارگردانی دیوید اونیل است. در این فیلم بازیگرانی همچون چارلی شین، کریستوفر مک‌دونالد، ایمی لی، تیا کریر، جفری لوئیس، ویرجینیا همیلتون، مت کلارک و هانس ینیکه ایفای نقش کرده‌اند.